# بيرمنغنات البوتاسيوم (استخدام طبي)
لتغطية أوسع عن هذا الموضوع، انظر بيرمنغنات البوتاسيوم.
بيرمنغنات البوتاسيوم كدواء يستخدم لعلاج العديد من الأمراض الجلدية. هذا يتضمن سعفة القدم، القوباء، الفقاع ,الجروح السطحية ,التهاب الجلد والقرحات الموضعية. لعلاج القرحات الموضعية يستخدم مع بروكاين بنزيل بنسيللين. عادةً ما يستخدم مع الأمراض الجلدية التي تنتج الكثير من السائل. يمكن تطبيقه كضمادة مبللة كلياً أو مغطس.
الأعراض الجانبية تتضمن تهيج الجلد وتلوّن الملابس. يؤخذ عن طريق الفم، يمكن أن يحدث كل من السمية والوفاة. بيرمنغنات البوتاسيوم هو عامل مؤكسِد. .كتيب الوصفات الوطني البريطاني يوصّي أن يتم تذويب كل 100 مغ في ليتر من الماء قبل الاستخدام.
بيرمنغنات البوتاسيوم تم تصنعيه خلال ال1600 وتم تقدميه في المجال الطبي المشترك في بداية ال1800 على الأقل. إنه ضمن قائمة الأدوية الأساسية النموذجية لمنظمة الصحة العالمية, أكثر الأدوية المحتاجة فعالية وأماناً في نظام الرعاية الصحية. تبلغ كلفته بالجملة في الدول النامية ما يقارب 0.01 دولار أمريكي للغرام الواحد. في المملكة المتحدة تكلّف هذه الكمية هيئة الخدمات الصحية الوطنية ما يقارب 1.33£.

## الاستخدامات الطبية
الاستخدامات تتضمن سعفة القدم، القوباء، الفقاع، الجروح السطحية, التهاب الجلد(الاكزيما) والقرحات الموضعية. عادةً ما يستخدم مع الأمراض الجلدية التي تنتج الكثير من السائل. لعلاج القرحات الموضعية يستخدم مع بروكاين بنزيل بنسيللين لمدة تتراوح بين أسبوعين وأربع أسابيع. يمكن استخدامه للأطفال والكبار. يمكن تطبيقه كضمادة مبللة كلياً أو مغطس. قبل التبليل يمكن تطبيق الفازلين على الأظافر لمنع تلوّنهم.إدارة الغذاء والدواء لا تنصح باستخدام سواء الشكل البلوري أو أقراص الدواء منه.

## الأعراض الجانبية

### موضعي
الأعراض الجانبية تتضمن تهيج الجلد وتلوّن الملابس. تم الإبلاغ عن اصابة طفل بحرق لاذع نتيجة قرص غير ذائب. لعلاج الاكزيما، يوصى أن يستخدم لعدة أيام فقط بسبب ما قد يسببه من تهيج للجلد. استخدام التراكيز العالية من المحاليل قد يسبب حرق كيميائي. لذلك، يوصي كتيب الوصفات الوطني البريطاني بتذويب 100 مغ لكل ليتر قبل الاستخدام للحصول على محلول تركيزه 1:10000 (0.01%). لا يوصى بتغليف الضمادة المبللة ببيرمنغنات البوتاسيوم.

### عن طريق الفم
أخده عن طريق الفم يعتبر سام. الأعراض الجانبية تتضمن قيء، غثيان ويمكن أن يحدث ضيق في التنفس. إذا تم تناول كمية كبيرة كافية(10 غ) قد يتسبب بالوفاة. شرب المحاليل المركزة منه يؤدي إلى متلازمة الضائقة التنفسية الحادة أو تورم في الشعب الهوائية. الاجرائات الموصى بها لمن ابتلع بيرمنغنات البوتاسيوم تتضمن التنظير الطبي للمعدة بالمنظار. لا يوصى باستخدام الفحم المنشّط أو الأدوية المسببة للقيء. بينما يتم استخدام أدوية مثل الرانيتيدين وأسيتيل سيستئين في حالات التسمم، إلا أنه أدلة هذا الاستخدام ضعيفة.

## آلية العمل
بيرمنغنات البوتاسيوم يعمل كعامل مؤكسِد. من خلال هذه الآلية يؤدي إلى التطهير ,تأثير قابض ورائحة أقل.

## تاريخ
بيرمنغنات البوتاسيوم تم تصنعيه خلال ال1600 وتم تقدميه في المجال الطبي المشترك في بداية ال1800 على الأقل. أثناء الحرب العالمية الأولى تم إعطائه للجنود الكنديين في محاولة لمنع الأمراض المنقولة جنسياً. وتم وضعه في المهبل كمحاولة للإجهاض,لكن رغم ذلك لم يكن فعالاً. تضمنت بعض الاستخدامات التاريخية محاولات غسيل المعدة من سموم الستركنين والبيكروتوكسين.

## المجتمع والثقافة
تستلزم إدارة الغذاء والدواء في الولايات المتحدة الأمريكية بيع الأقراص من هذا الدواء بوصفة طبية فقط. على الرغم من ذلك، لايمتلك بيرمنغنات البوتاسيوم أي استخدامات معتمدة من قبل إدارة الغذاء والدواء، لذلك يتم أحياناً استخدام الصنف غير الطبي من بيرمنغنات البوتاسيوم طبياً.[بحاجة لمصدر]
يتوافر تحت مجموعة من الأسماء التجارية منها Koi Med Tricho-Ex, and Kalii permanganas RFF. يسمى أحياناً «ببلورات كوندي».

## حيوانات أخرى
يمكن استخدام بيرمنغنات البوتاسيوم لمنع انتشار الرعام ما بين الأحصنة.